# Paphinia vermiculifera
Paphinia vermiculifera là một loài lan found năm 2003. It is đặc hữu to Panama. The classification of this orchid species was published by Gunter Gerlach & Robert Louis Dressler; Stanhopeinae Mesoamericanae I in Laneksteriana, 8:23-30. 2003. Paphinia vermiculifera được tìm thấy ở Panama. The original holotype was được tìm thấy ở Coclé, El Valle de Antón. The plant flowered in cultivation on tháng 7 6, 2002. The holotype is kept at Missouri Botanical Garden.